# Satyrium (vlinders)
Satyrium is een geslacht van vlinders uit de familie Lycaenidae (kleine pages, vuurvlinders en blauwtjes) de.

## Soorten
- Satyrium abdominale (Gerhard, 1850)
- Satyrium acaciae (Fabricius, 1787) – Kleine sleedoornpage
- Satyrium acadica (Edwards, 1862)
- Satyrium acaudatum (Staudinger, 1901)
- Satyrium armenum (Rebel, 1901)
- Satyrium auretorum (Boisduval, 1852)
- Satyrium austrina (Murayama, 1943)
- Satyrium behrii (Edwards, 1870)
- Satyrium calanus (Hübner, 1809)
- Satyrium californicum (Edwards, 1862)
- Satyrium caryaevorum (McDunnough, 1942)
- Satyrium dejeani (Riley, 1939)
- Satyrium deria (Moore, 1865)
- Satyrium edwardsii (Grote & Robinson, 1867)
- Satyrium esakii (Shirôzu, 1941)
- Satyrium esculi (Hübner, 1804) – Spaanse eikenpage
- Satyrium eximium (Fixsen, 1887)
- Satyrium favonius (Smith, 1797)
- Satyrium formosanum (Matsumura, 1910)
- Satyrium fuliginosum (Edwards, 1861)
- Satyrium goniopterum (Lukhtanov, 1995)
- Satyrium grande (C. & R. Felder, 1862)
- Satyrium guichardi (Higgins, 1965)
- Satyrium herzi (Fixsen, 1887)
- Satyrium hyrcanicum (Riley, 1939)
- Satyrium ilavia (Beutenmüller, 1899)
- Satyrium ilicis (Esper, 1779) – Bruine eikenpage
- Satyrium inouei (Shirôzu, 1959)
- Satyrium iyonis (Oxta & Kusunoki, 1957)
- Satyrium jebelia (Nakamura, 1975)
- Satyrium khowari Charmeux, 2004
- Satyrium kingi (Klots & Clench, 1952)
- Satyrium kongmingi (Murayama, 1992)
- Satyrium kuboi (Chou & Tong, 1994)
- Satyrium lais (Leech, 1892)
- Satyrium latior (Fixsen, 1887)
- Satyrium ledereri (Boisduval, 1848) – Duizendknooppage
- Satyrium liparops (Boisduval & Leconte, 1833)
- Satyrium lunulatum (Erschoff, 1874)
- Satyrium mackwoodi (Evans, 1914)
- Satyrium marcidum (Riley, 1921)
- Satyrium mardinus Van Oorschot, Van den Brink & Van Oorschot, 1985
- Satyrium merum (Janson, 1873)
- Satyrium minshanicum (Murayama, 1992)
- Satyrium mirabile (Erschoff, 1874)
- Satyrium muksuria Churkin & Pletnev, 2010
- Satyrium myrtale (Klug, 1834)
- Satyrium neoeximia (Murayama, 1992)
- Satyrium oenone (Leech, 1893)
- Satyrium ornatum (Leech, 1890)
- Satyrium patrius (Leech, 1891)
- Satyrium percomis (Leech, 1894)
- Satyrium persepolis Eckweiler & Ten Hagen, 2003
- Satyrium persimile (Riley, 1939)
- Satyrium phyllodendri (Elwes, 1882)
- Satyrium polingi (Barnes & Benjamin, 1926)
- Satyrium pruni (Linnaeus, 1758) – Pruimenpage
- Satyrium prunoides (Staudinger, 1887)
- Satyrium pseudopruni (Murayama, 1992)
- Satyrium redae (Bozano, 1993)
- Satyrium runides (Zhdanko, 1990)
- Satyrium rubicundulum (Leech, 1890)
- Satyrium saepium (Boisduval, 1852)
- Satyrium sassanides (Kollar, 1849)
- Satyrium semiluna Klots, 1930
- Satyrium siguniangshanicum (Murayama, 1992)
- Satyrium spini (Schiffermüller, 1775) – Wegedoornpage
- Satyrium sylvinus (Boisduval, 1852)
- Satyrium tanakai (Shirôzu, 1942)
- Satyrium tateishii (Matsumoto, 2006)
- Satyrium tetra (Edwards, 1870)
- Satyrium thalia (Leech, 1893)
- Satyrium titus (Fabricius, 1793)
- Satyrium tshikolovetsi Bozano, 2014
- Satyrium turkmanica Churking & Pletnev, 2010
- Satyrium v-album (Oberthür, 1886)
- Satyrium volt (Sugiyama, 1993)
- Satyrium w-album (Knoch, 1782) – Iepenpage
- Satyrium watarii (Matsumura, 1927)
- Satyrium xumini (Huang, 2001)
- Satyrium yangi (Riley, 1939)
- Satyrium zabirovi Churkin & Pletnev, 2010

## Afbeeldingen

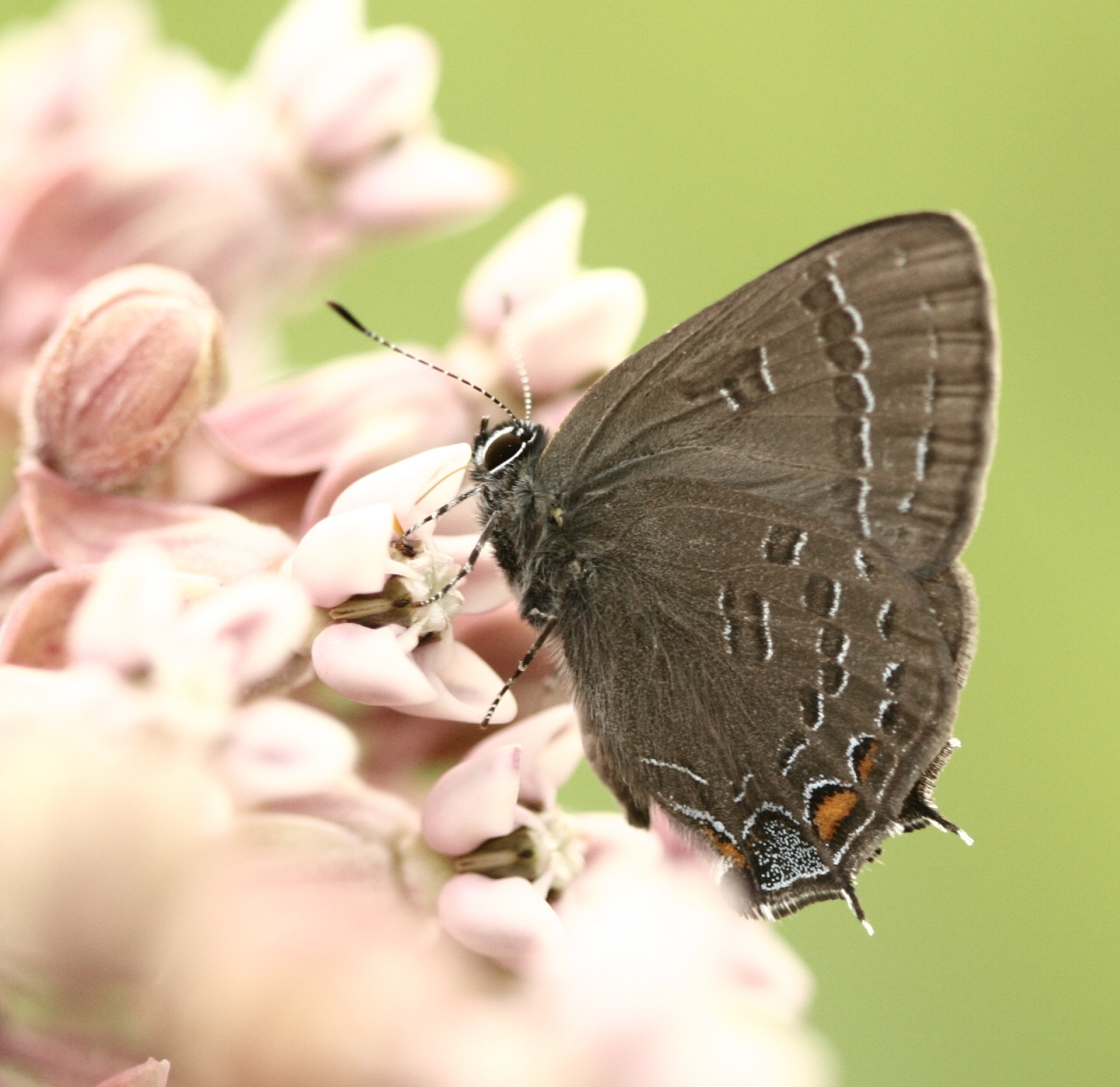
Satyrium calanus
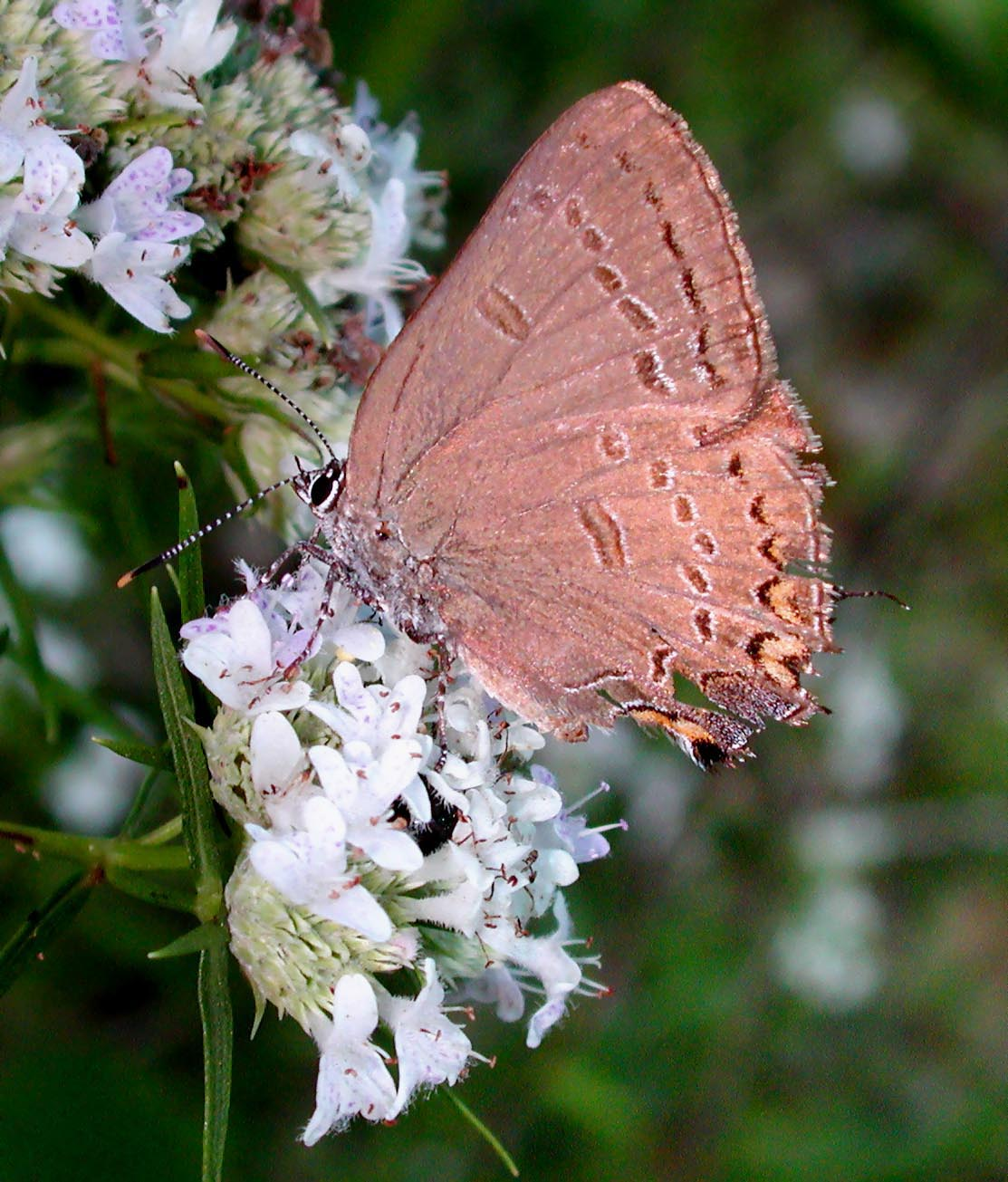
Satyrium edwardsii
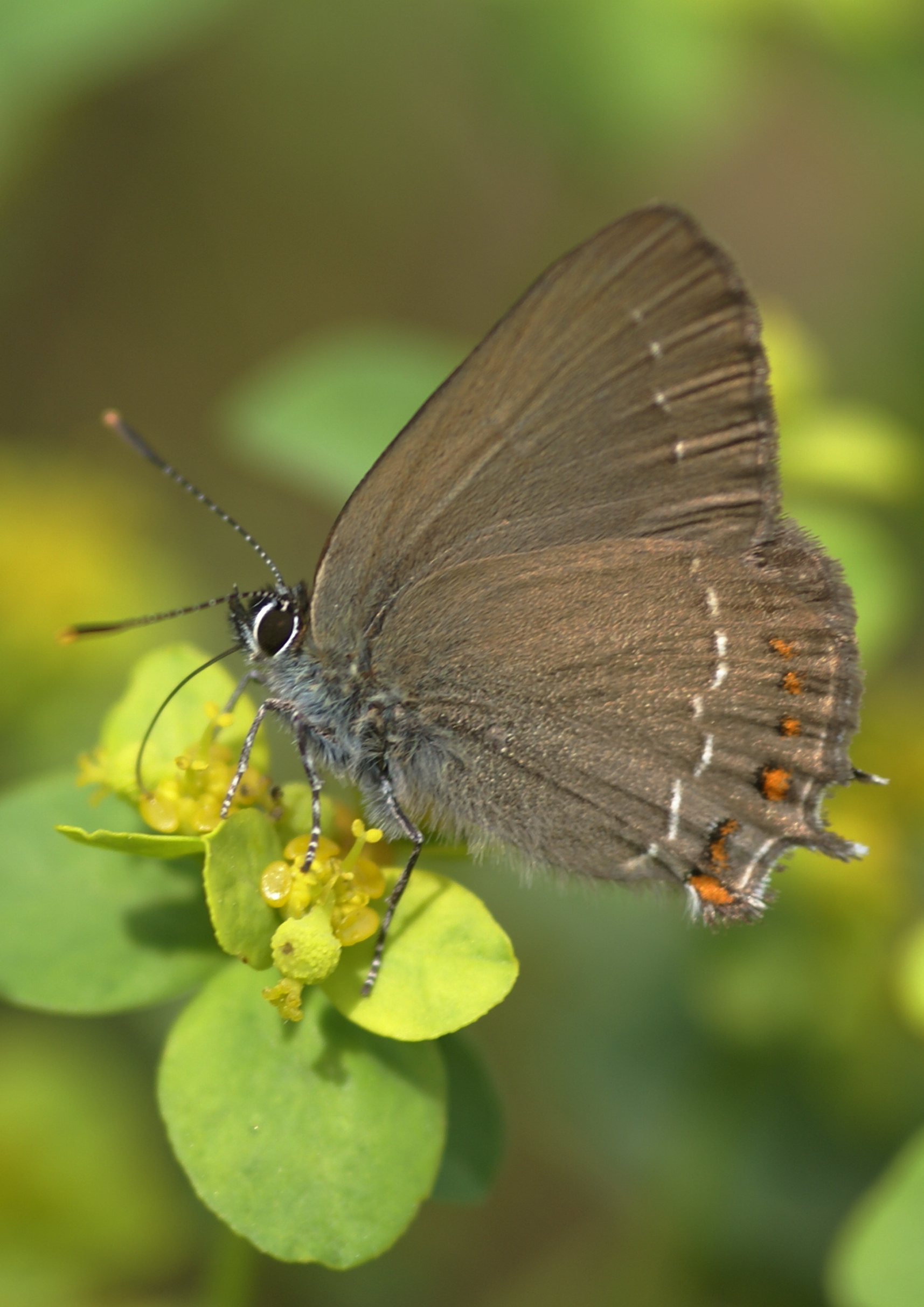
Satyrium esculi
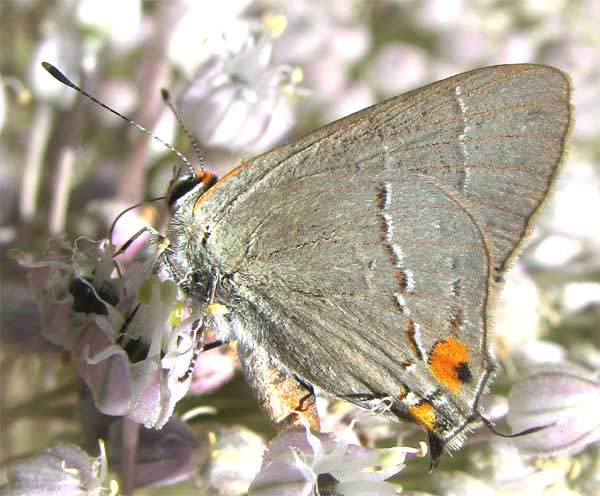
Satyrium favonius
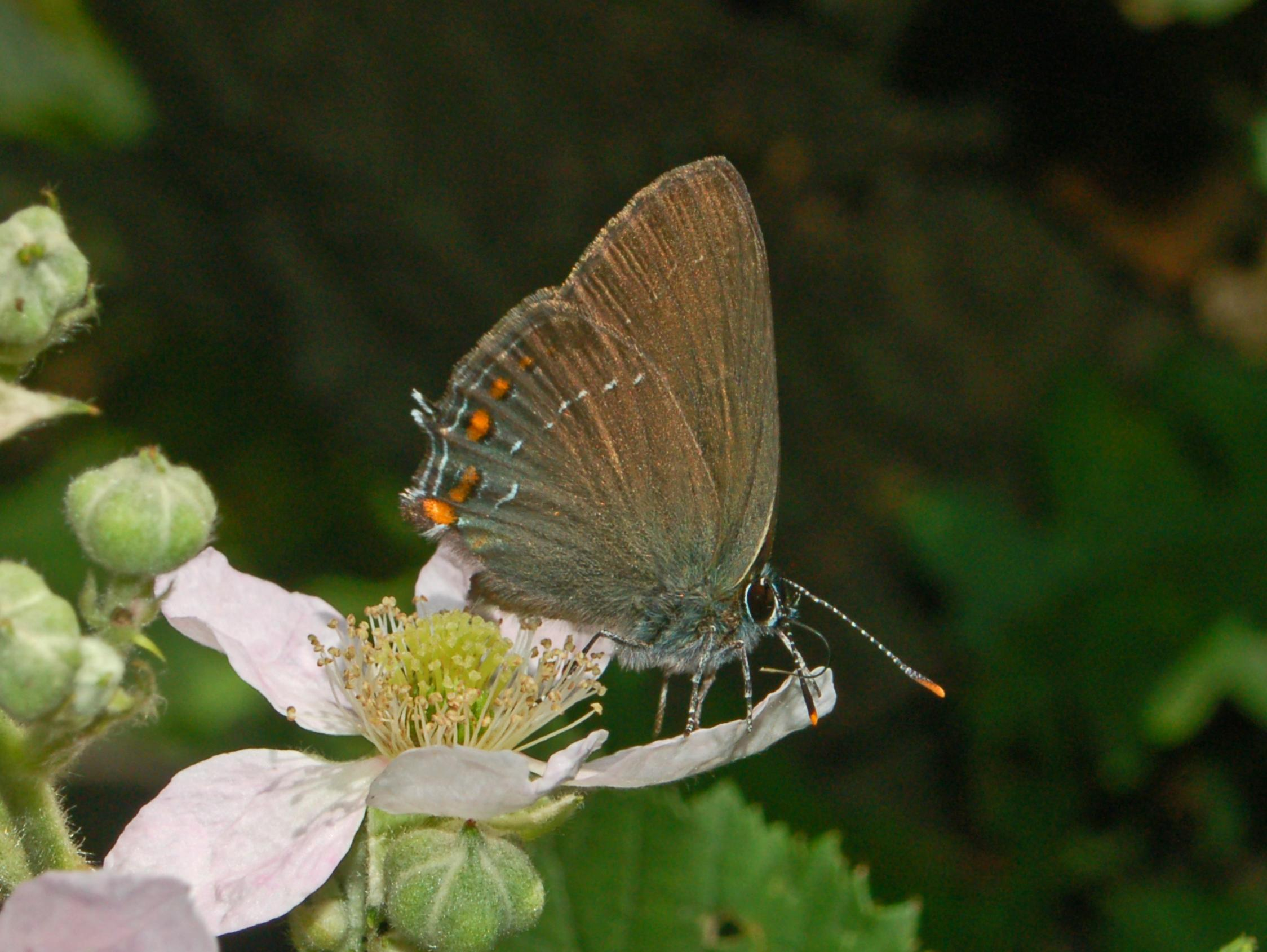
Satyrium ilicis
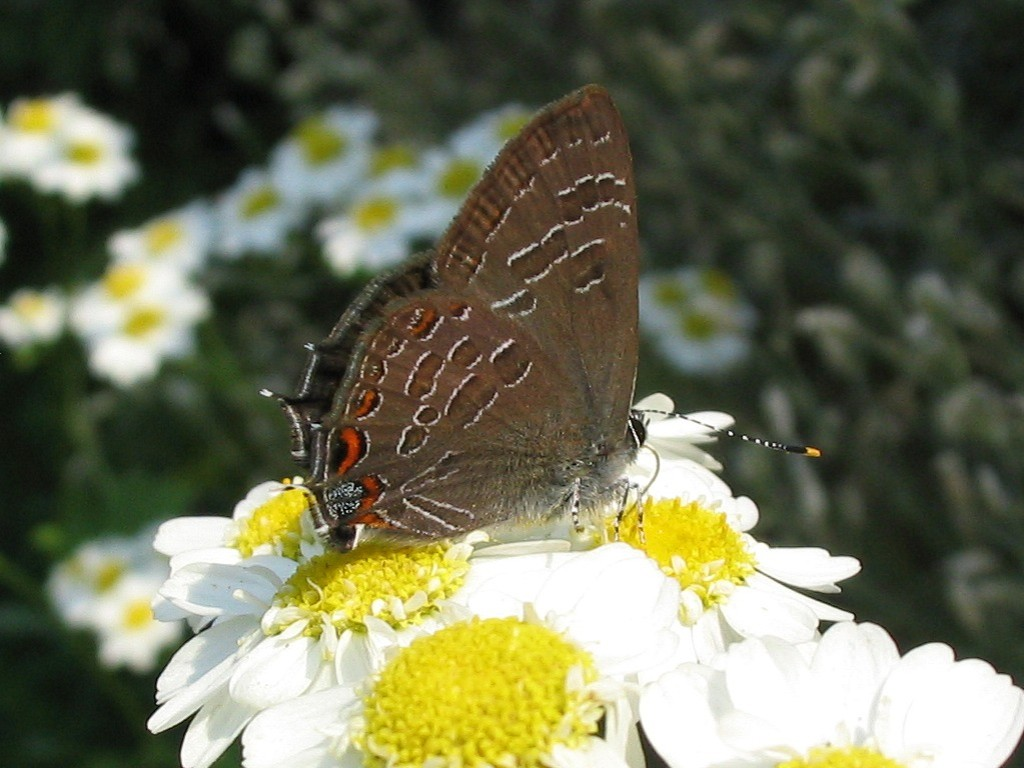
Satyrium liparops
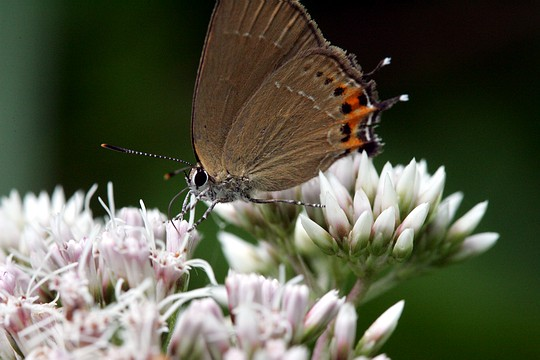
Satyrium merum
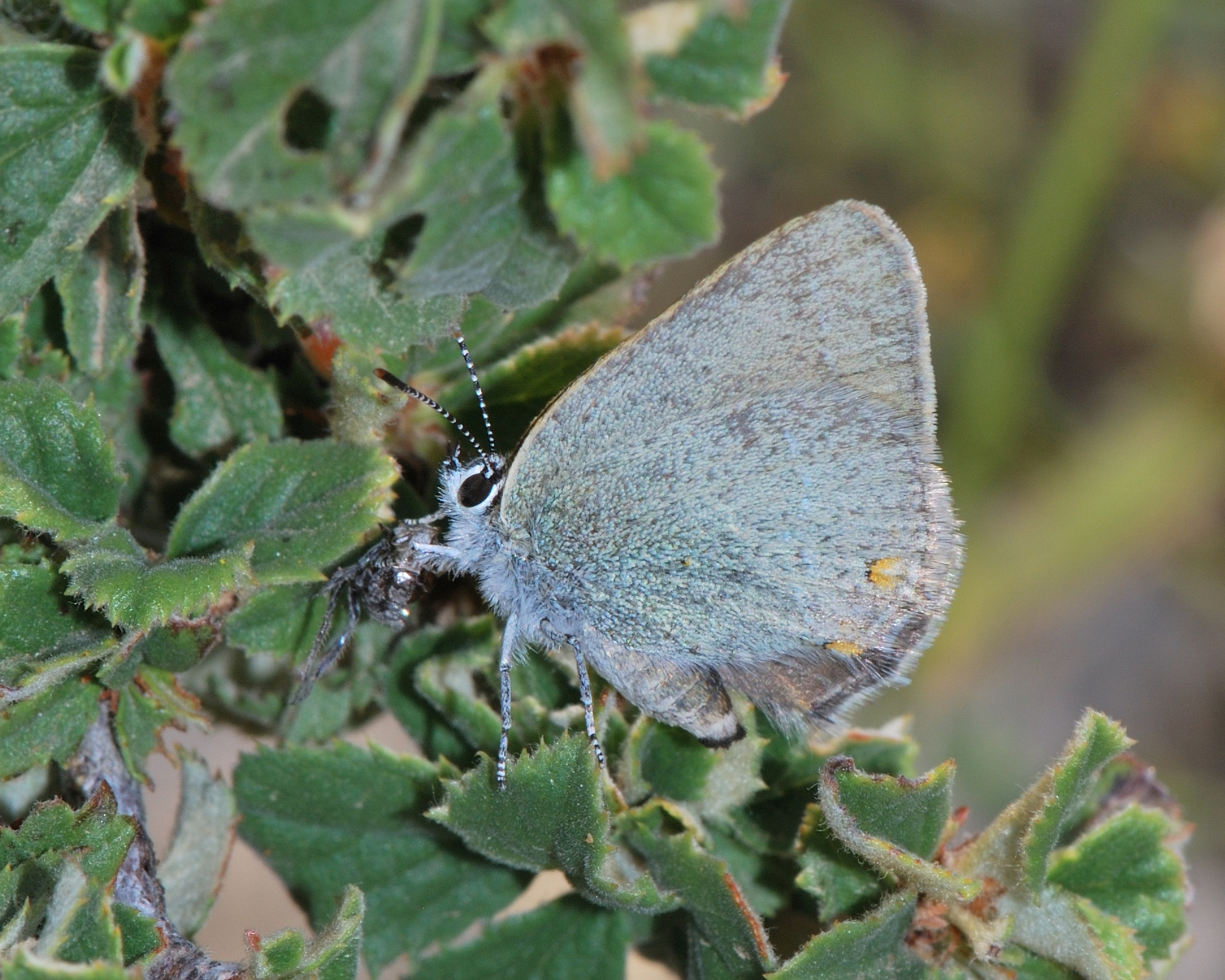
Satyrium myrtale
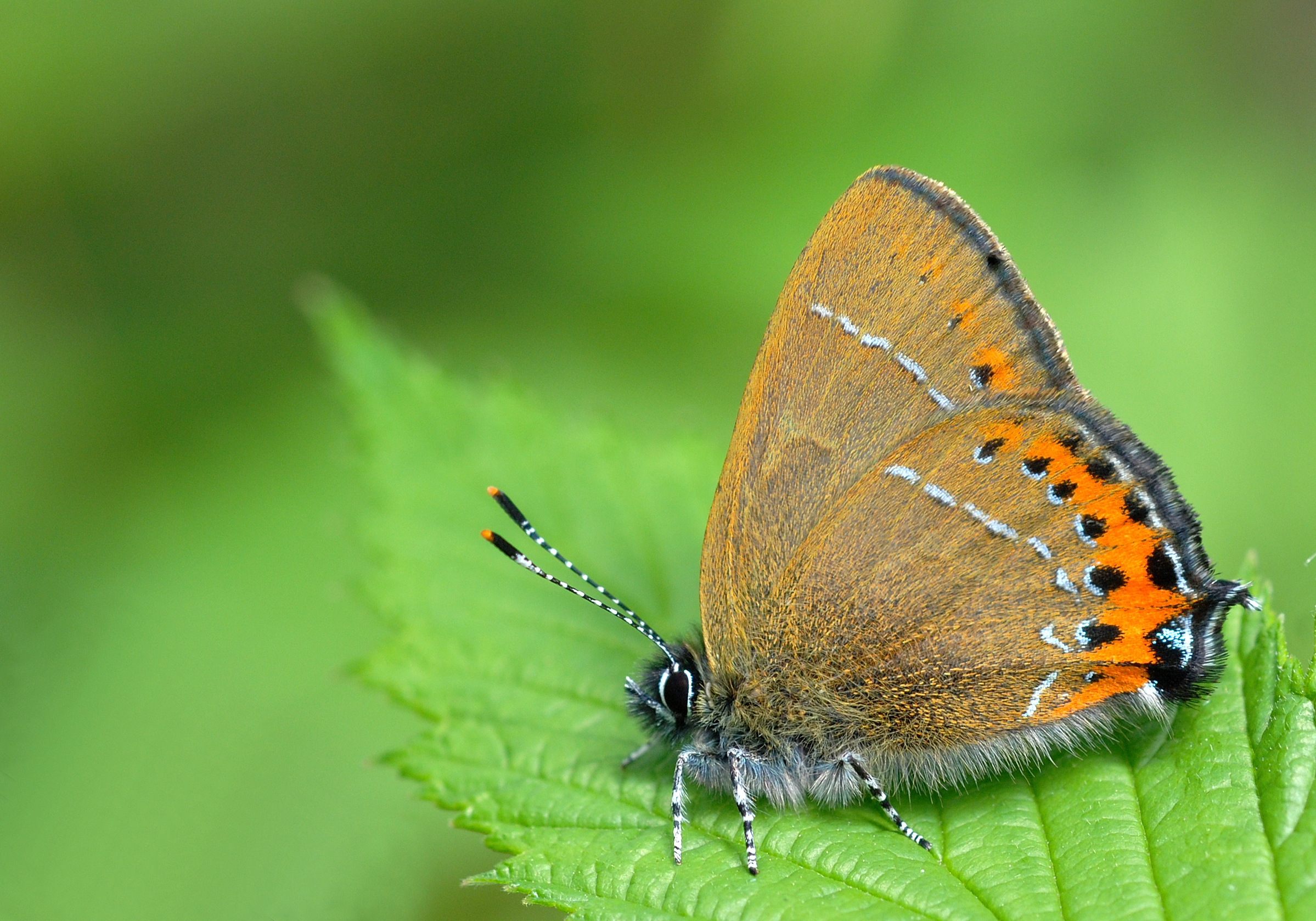
Satyrium pruni
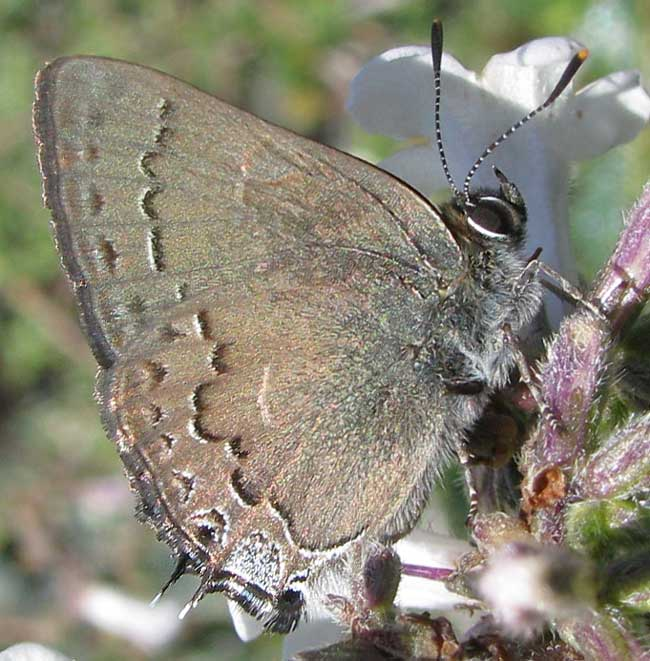
Satyrium saepium
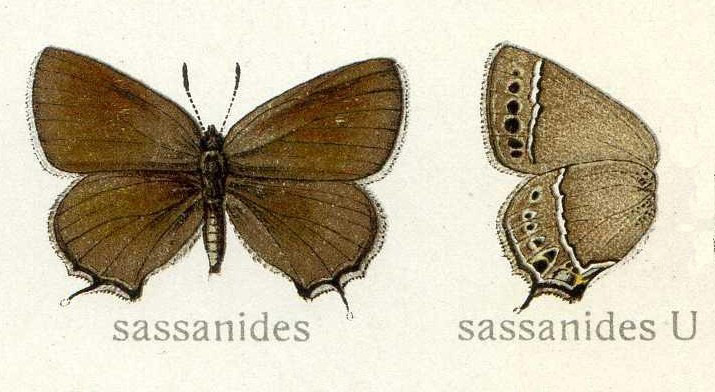
Satyrium sassanides
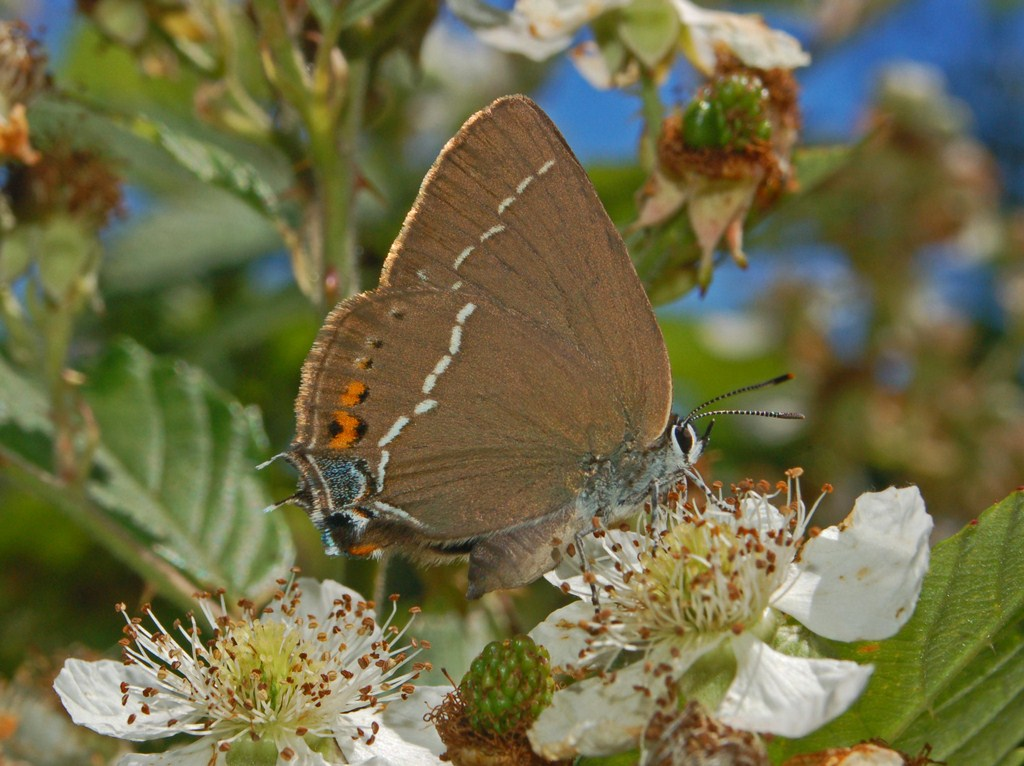
Satyrium spini
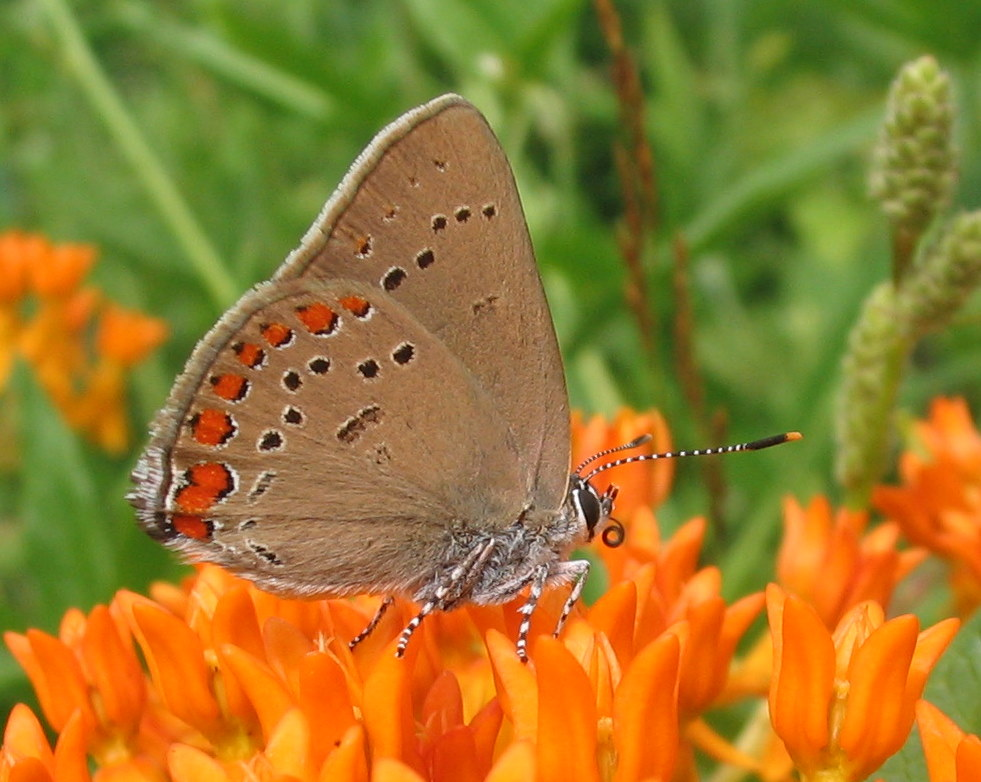
Satyrium titus
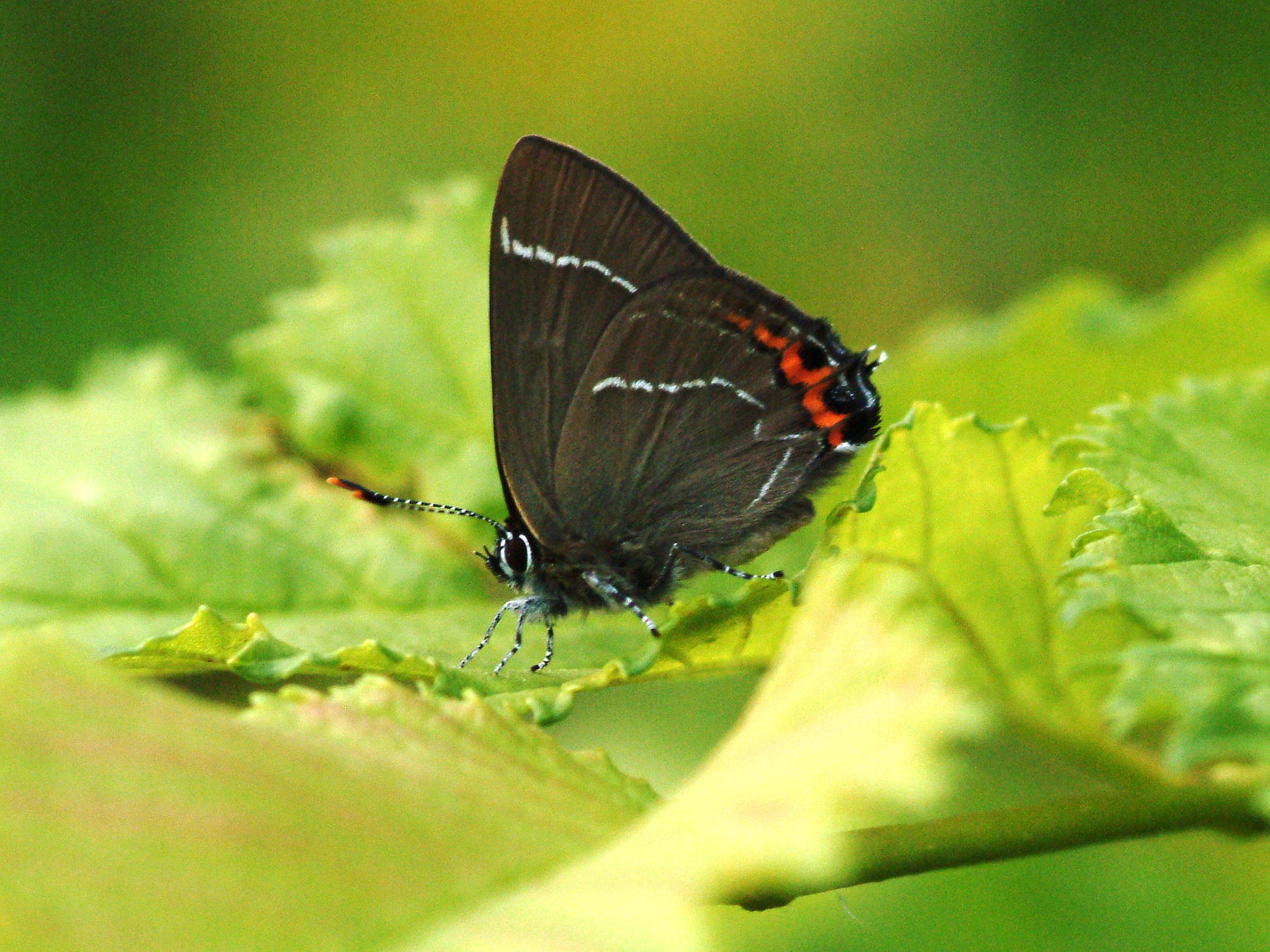
Satyrium w-album